# Hiatella arctica
A Hiatella arctica a kagylók (Bivalvia) osztályának Adapedonta rendjébe, ezen belül a Hiatellidae családjába tartozó faj.
Nemének a típusfaja.

## Előfordulása
A Hiatella arctica előfordulási területe az Atlanti-óceán. Nyugaton a Jeges-tengertől kezdve Kanada és az Amerikai Egyesült Államok keleti partjai mentén, a Karib-térségen és a Mexikói-öblön keresztül, egészen Brazília legészakibb partjáig található meg. Keleten, szintén a Jeges-tengertől kezdve az Északi-tengeren keresztül, Nyugat-Európa és -Afrika partjáig fordul elő. A Földközi-tengerben és Angola tengervizeiben is vannak állományai.
Ősi faj, amely már az eocén korban megjelent.

## Megjelenése
A héja általában körülbelül 2,5 centiméteresre nő meg, de 4-5 centiméteres példányokról is tudunk. A két héja nagyjából egyforma méretű és alakú.

## Életmódja
A vízalatti szirtek, kövek lakója; ezekbe mélyen befúrhatja magát. Az árapálytérségtől egészen a tengerek mélyéig is megtalálható. Táplálékként a vízből szűri ki a szerves részecskéket. A Herrmannella hiatellai nevű evezőlábú rák (Copepoda) a külső élősködője ennek a kagylónak.

## Képek

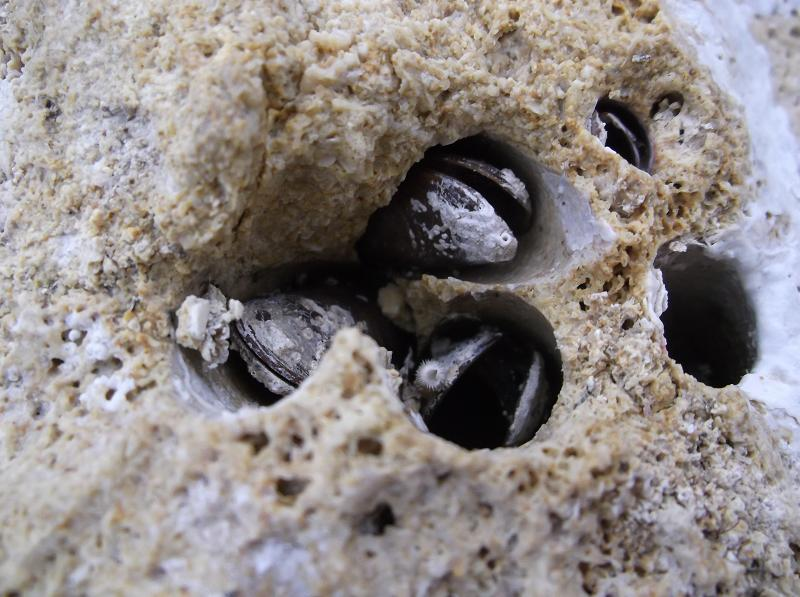
A természetes élőhelyén
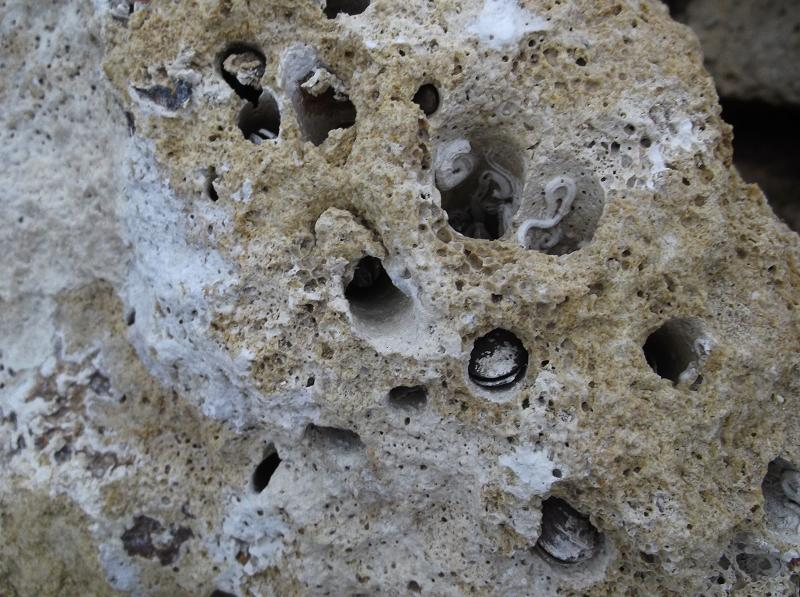
a kolóniája
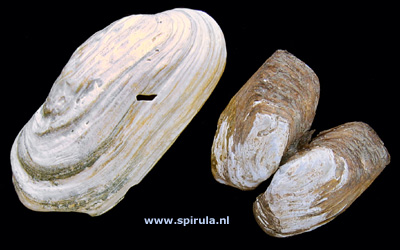
Elpusztult állatok
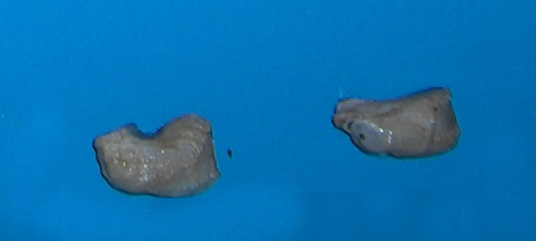
héjai